# Kalabhavan Haneef
Kalabhavan Haneef (zm. 9 listopada 2023 w Koczinie) – indyjski aktor.

## Życiorys
Urodził się w Mattancherry, przy czym data jego narodzin nie wynika jasno ze źródeł. Część wskazuje, iż w momencie śmierci miał 63 lata. Inne mówią o 61 latach. Karierę artystyczną rozpoczął w teatrze. Wcześnie związał się z grupą aktorów skupionych wokół Kalabhavan w Koczinie, cenionej szkoły ściśle związanej z przemysłem filmowym w języku malajalam. Nazwę tej szkoły włączył zresztą do swego imienia, odwołując się tym samym do dosyć popularnego w południowej części Indii zwyczaju. Wkrótce zdobył znaczną rozpoznawalność dzięki swym występom scenicznym, nierzadko naśladując rozmaite postaci keralskiej kultury popularnej czy polityki. Jego debiutem kinowym był Cheppukilukkana Changathi (1991). Pojawiał się na ekranie głównie w niewielkich, choć znaczących rolach drugoplanowych, często o komicznym wydźwięku. Wśród znaczących obrazów z jego udziałem z początków kariery filmowej wymienia się Sandesham (1991), Godfather (1991), Malappuram Haji Mahanaya Joji (1994) oraz Thenkasipattanam (2000). Grana przezeń postać pechowego narzeczonego w Ee Parakkum Thalika (2001) na trwale zapisała się w keralskiej pamięci zbiorowej. Był również częścią obsady aktorskiej obrazów takich jak Chota Mumbai (2007), Ustad Hotel (2012), Drishyam (2013), Amar Akbar Anthony (2015) czy Kattappanayile Rithwik Roshan (2016). Jego wymiana zdań z Siddiquem z tego ostatniego filmu stała się podstawą dla licznych memów rozprzestrzenianych w keralskich społecznościach internetowych. 
Jego filmografia obejmuje przeszło 150 tytułów, głównie w języku malajalam. Mimo ścisłych związków z komedią keralską w wypowiedziach dla mediów przyznawał, iż w życiu prywatnym nie uśmiecha się zbyt często. Występował także w serialach telewizyjnych. Poślubił Wahidę, doczekał się z nią syna oraz córki.